# Can Carbonell (Terrassa)
Can Carbonell és una masia de Terrassa (Vallès Occidental) protegida com a bé cultural d'interès local. És situada al nord de la ciutat, fora de la trama urbana, entre els plans de Can Bogunyà i el Bon Aire, vora el torrent de Can Bogunyà, prop de la confluència d'aquest amb el torrent de Can Candi, els quals formen el naixement de la riera del Palau. S'hi accedeix per un trencall que surt vora el km 1 de la carretera local BV-1274, que comunica la carretera de Matadepera (BV-1221) amb el Parc Audiovisual de Catalunya, antic Hospital del Tòrax, situat al nord del mas. Can Carbonell es troba en terrenys del Parc Agroforestal de Terrassa.
Al nord-oest del mas hi ha l'antiga bòbila de Can Carbonell, inclosa en l'Inventari del Patrimoni Arquitectònic de Catalunya.

## Descripció

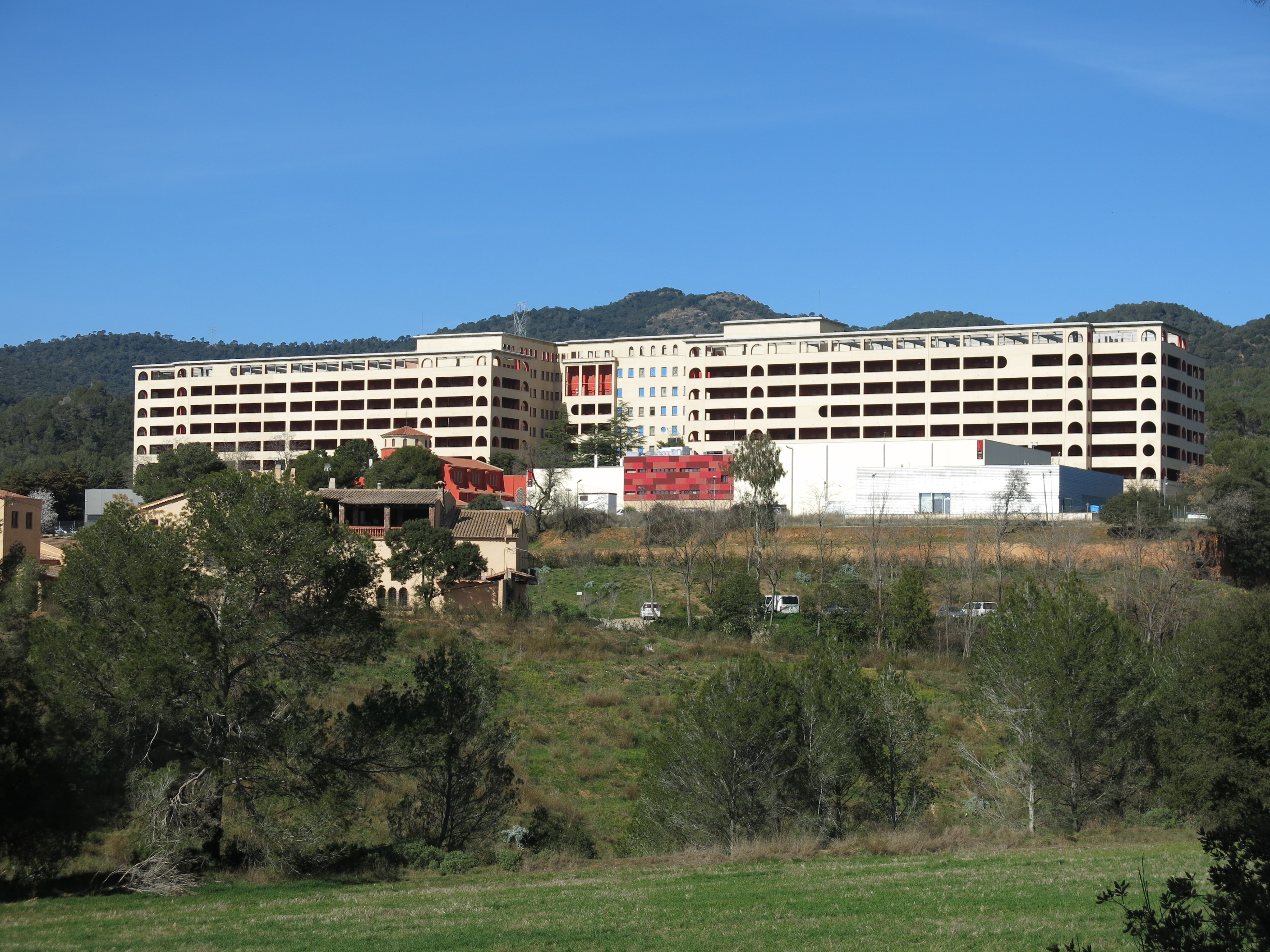
Vista de Can Carbonell i el Parc Audiovisual de Catalunya

És una masia típica vallesana del pla, molt reformada i amb afegits. El cos principal és rectangular, de planta baixa i dos pisos. La coberta és a dos vessants. La façana principal és perpendicular al carener i de composició simètrica. La planta baixa presenta un portal d'accés en arc de mig punt adovellat, flanquejat per dues finestres de factura més tardana. El primer pis presenta una finestra amb motllura de perfil gòtic al centre, i a cada banda s'obre una finestra i un balcó d'època posterior. El segon pis és centrat per un joc de tres finestres en arc de mig punt lligades entre elles per una línia d'imposta. L'exterior de l'edifici és arrebossat i deixa veure les dovelles i els perfils de pedra.

## Història
El mas de Can Carbonell es troba documentat als fogatges del 1457. Actualment s'utilitza com a explotació agrícola i masoveria, i també com a segona residència.